# Atlanta (Wisconsin)
Atlanta – miasto w Stanach Zjednoczonych, w stanie Wisconsin, w hrabstwie Rusk.